# Upplands runinskrifter Fv1967;262B
Upplands runinskrifter Fv1967;262B är ett vikingatida runstensfragment av sandsten som hittades på Eds kyrkogård, Eds socken och Upplands Väsby kommun. I november 1966 hittades tre fragment som hade passning och sammanfogades. Tillsammans mäter de 55 x 43 x 4 centimeter. Runhöjden är 4,5 centimeter. Fragmentet finns nu på Upplands Väsby hembygdsförenings gård i Runby.

## Inskriften
Translitterering av runraden:
ku-...
Normalisering till runsvenska:
...